# International Traffic in Arms Regulations
L'ITAR è un insieme di norme del governo federale degli Stati Uniti d'America che controllano l'importazione e l'esportazione di beni e servizi correlati alla difesa nazionale, come elencati nella United States Munitions List (USML).
Le presenti norme attuano varie disposizioni dell'Arms Export Control Act (AECA), come stabilito nel Codice dei regolamenti federali (CFR), Titolo 22 (Relazioni internazionali), Capitolo I (Dipartimento di Stato degli Stati Uniti d'America), Sezione M.

## Storia
La normativa è stata emanata nel 1976 nel contesto della Guerra Fredda.
Grazie a questa normativa e alla sezione 38 dell'Arms Export Control Act (AECA) il Presidente degli Stati Uniti d'America poteva controllare l'esportazione e l'importazione di materiale e servizi per la difesa.
Nel 2013, sotto la presidenza di Barack Obama, con l'ordine esecutivo 13637, questa prerogativa è stata delegata al Dipartimento di Stato. Attualmente l'ITAR è gestito dal Directorate of Defense Trade Controls (Direzione dei controlli commerciali della difesa).
La norma permette di mantenere un notevole controllo anche sui componenti americani integrati a armi fabbricate da altri Paesi, oltre che sulle armi statunitensi vendute o donate a altri Paesi. In occasione delle tensioni diplomatiche fra il governo Trump e l'Ucraina, ad esempio, il 7 marzo 2025 gli Stati Uniti hanno spento il sistema di "disturbo radar" degli General Dynamics F-16 Fighting Falcon che si trovano in Ucraina.